# Monticelli d'Ongina
Monticelli d'Ongina es un municipio situado en el territorio de la provincia de Piacenza, en Emilia-Romaña (Italia).

## Demografía
| Gráfica de evolución demográfica de Monticelli d'Ongina entre 1861 y 2001 |
|                                                                           |
| Fuente ISTAT - elaboración gráfica de Wikipedia                           |